# Schwabenbächl

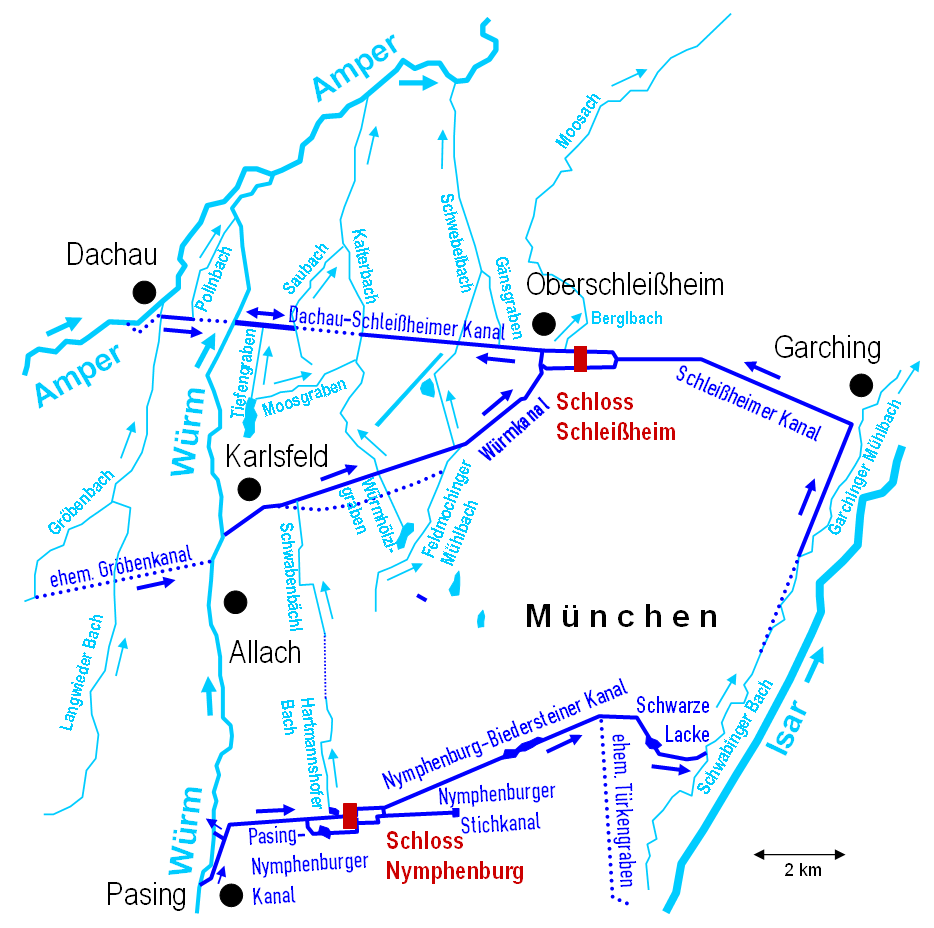
Lage im Münchner Kanalsystem

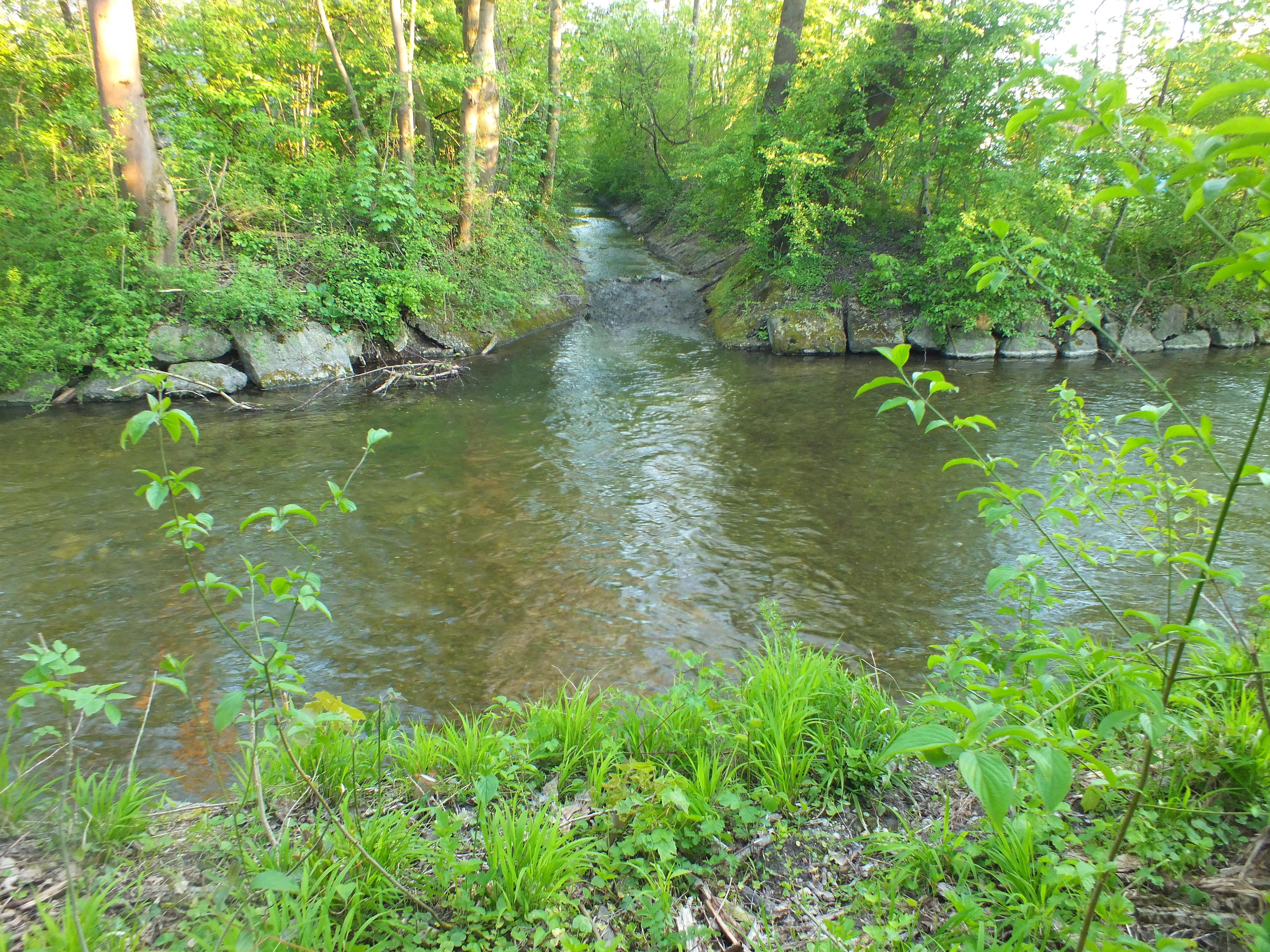
Zufluss in die Würm

Das Schwabenbächl ist ein ca. 2,9 km langes ganzjähriges Fließgewässer 3. Ordnung im Münchner Stadtviertel Ludwigsfeld im Stadtbezirk 24 Feldmoching-Hasenbergl. Es ist Teil des Nordmünchner Kanalsystems. 

## Beschreibung
Des Schwabenbächl fließt als Fortsetzung des Hartmannshofer Bachs aus dem Landschaftssee Allacher Lohe (Hundesee) nach Norden unter der A99 hindurch und mündet in den Würmkanal. Sein oberflächiger Lauf tritt erst nördlich der Autobahn zutage. Der Fließverlauf zwischen der Autobahnanschlussstelle Ludwigsfeld und dem Hundesee ist verdolt.

## Geschichte
1927 wurde eine öffentliche Wassergenossenschaft zur Regulierung des Schwabenbächls und zur Entwässerung der anliegenden Grundstücke in der Gemeinde Ludwigsfeld gegründet. Diese Genossenschaft baute westlich des Gasthauses „Zur Lüfte“ eine Schleuse, durch die Wasser aus dem Schwabenbächl in den Metzgerbach (auf einigen Karten auch als Schwabenbächl I bezeichnet) geleitet wurde. Dieser speiste mit seinem Wasser in den 1930er-Jahren das Ludwigsbad (auch Wagnerbad genannt). Von 1936 bis 1940 fand der Bach als Vorfluter für die Abwässer aus dem BMW-Werk Allach Verwendung und wurde dazu auch verlegt. Mit der Verlegung auf die östliche Seite der Dachauer Straße entstand 1941 die Brücke für die Karlsfelder Straße, die seit 2017 ein eingetragenes Baudenkmal ist. Zuvor mündete er etwa 1,2 km weiter westlich in den Würmkanal seit dessen Bau. Ursprünglich mündete er nordwestlich von Karlsfeld direkt in die Würm.